# Champtauroz
Champtauroz – miejscowość i gmina (commune) w zachodniej Szwajcarii, w kantonie Vaud, w okręgu (district) Broye-Vully. 

## Demografia
W Champtauroz mieszka 169 osób. W 2021 roku 7,1% populacji gminy stanowiły osoby urodzone poza Szwajcarią. 